# Aspicarpa cynanchoides
Aspicarpa cynanchoides är en tvåhjärtbladig växtart som först beskrevs av Carl Sigismund Kunth, och fick sitt nu gällande namn av Emil Hassler. Aspicarpa cynanchoides ingår i släktet Aspicarpa och familjen Malpighiaceae. Inga underarter finns listade i Catalogue of Life.